# جاي جاي ميلان
جاي جاي ميلان (بالإنجليزية: J. J. Milan)‏ هو لاعب كرة قدم أمريكية أمريكي، ولد في 11 أغسطس 1984 في رينو في الولايات المتحدة.